# French Open 2015 – čtyřhra vozíčkářů
Obhájcem titulu soutěže čtyřhry vozíčkářů na pařížském French Open 2015 byl belgicko-francouzský nejvýše nasazený pár Joachim Gérard a Stéphane Houdet, který vypadl v semifinále.
Soutěž vyhrála druhá nasazená dvojice složená z 31letého Japonce Šinga Kuniedy a 22letého Brita Gordona Reida, když v boji o titul zdolala argentinsko-francouzský pár Gustavo Fernánde a Nicolas Peifer ve dvou setech 6–1 a 7–6.
Pro Kuniedu se jednalo o šestou deblovou trofej z Roland Garros, když turnaj opanoval již v letech 2008, 2010, 2011, 2012 a 2013, a celkově devatenáctý grandslamový triumf z této soutěže. Britský paralympionik Reid získal svůj premiérový titul na Grand Slamu.
Do žebříčku okruhu NEC Tour si každý z vítězů připsal 800 bodů a dvojice si rozdělila prémii 8 000 eur.

## Nasazení párů
1. Joachim Gérard /  Stéphane Houdet (semifinále)
2. Šingo Kunieda /  Gordon Reid (vítězové)

## Pavouk
| Legenda                                                       |                                                                        |                                                   |
| - Q – kvalifikant - WC – divoká karta - LL – šťastný poražený | - Alt – náhradník - SE – zvláštní výjimka - PR/SR – žebříčková ochrana | - w/o – bez boje - r – skreč - d – diskvalifikace |

|  | Semifinále | Semifinále                       | Semifinále                | Semifinále | Semifinále |                                    |                                  | Finále | Finále | Finále | Finále | Finále |
|  |            |                                  |                           |            |            |                                    |                                  |        |        |        |        |        |
|  | 1          | Joachim Gérard Stéphane Houdet   | 1                         | 6          | [7]        |                                    |                                  |        |        |        |        |        |
|  |            | Gustavo Fernández Nicolas Peifer | 6                         | 4          | [10]       |                                    |                                  |        |        |        |        |        |
|  |            | Gustavo Fernández Nicolas Peifer | 6                         | 4          | [10]       |                                    | Gustavo Fernández Nicolas Peifer | 1      | 61     |        |        |        |
|  |            |                                  |                           |            |            |                                    | Gustavo Fernández Nicolas Peifer | 1      | 61     |        |        |        |
|  |            | 2                                | Šingo Kunieda Gordon Reid | 6          | 7          |                                    |                                  |        |        |        |        |        |
|  |            | 2                                | Šingo Kunieda Gordon Reid | 6          | 7          | Michaël Jeremiasz Maikel Scheffers | 3                                | 3      |        |        |        |        |
|  |            |                                  |                           |            |            | Michaël Jeremiasz Maikel Scheffers | 3                                | 3      |        |        |        |        |
|  | 2          | Šingo Kunieda Gordon Reid        | 6                         | 6          |            |                                    |                                  |        |        |        |        |        |